# Rudall-folyó
A Rudall Nyugat-Ausztrália Pilbara régiójában található folyó. Teljes területe a Karlamilyi Nemzeti Park területén található. A folyó időszakos folyónak számít, mivel szárazabb időszakokban kiszárad.
A folyó a Watara-hegységben ered Island Hillnél, majd a Dora-tó tól kezdve kelet felé folyik. A folyó egyedülállónak számít a vidéken, mivel mint fő vízfolyás fontos ivóvízlelőhely és számos jelentős medencével rendelkezik. 
A Rudallnak összesen kilenc mellékfolyója van, többek közt a Watrara Creek, a Rooney Creek, a Poonemerlarra Creek és a Dunn Creek.
A folyót 1896-ban Frank Hann nevezte el William Frederick Rudall felfedezőről, akivel itt találkozott, miközben Rudall egy férfit keresett, aki eltűnt a Calvert-expedíció során. 
A helyi őslakosok a folyót Karlamilyinak nevezték el.

## Fordítás
Ez a szócikk részben vagy egészben  a   Rudall River című angol Wikipédia-szócikk ezen változatának fordításán alapul.  Az eredeti cikk szerkesztőit annak laptörténete sorolja fel. Ez a jelzés csupán a megfogalmazás eredetét és a szerzői jogokat jelzi, nem szolgál a cikkben szereplő információk forrásmegjelöléseként.